# Parveny

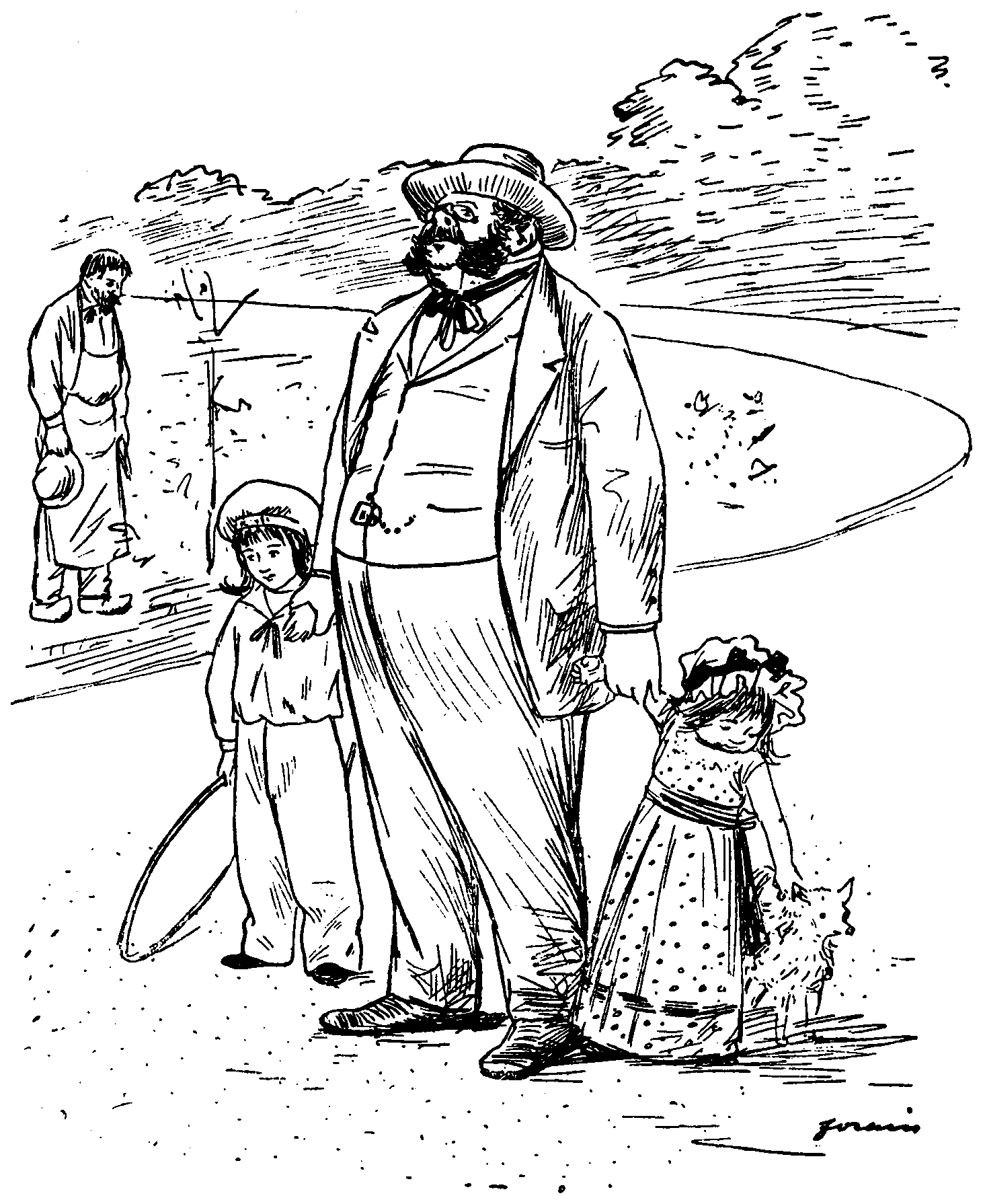
Karikatyr från 1905 av en uppkommling.

Parveny (franska: parvenu) eller uppkomling kallas en person som kommit sig upp ekonomiskt eller socialt men som saknar färdigheter att "föra sig" i enlighet med normen för nya positionen. I ordet ligger en bibetydelse av okunnighet, övermod och taktlöshet. Ett närliggande ord är nouveau-riche eller nyrik: "som nyligen blivit rik och därför uppträder mindre kultiverat, ibland direkt vräkigt".

## Etymologi
Ordet härrör från imperfektformen parvenu, av franskans parvenir, som här använts i betydelsen "uppnå" eller "lyckas" och markerar att parvenyen har "kommit sig upp".

## Orsaker
Plötslig rikedom kan legalt exempelvis förvärvas genom lotteri- eller spelvinst, och socialt "klättrande" kan drabba en person genom anhörigas byte av socialskikt, exempelvis genom giftermål med en person från ett högre samhällsskikt eller som följd av högre utbildning och därpå följande utövande av ett högstatusyrke.

## Det moderna tidevarvet
Beteckningen parveny är pejorativ och nedsättande, vilket förklaras av beskrivningen ovan, men i Sverige används det inte längre särskilt ofta för att beteckna aktuella förhållanden. De stora svenska samhällsförändringarna under 1900-talet har medfört att många medborgare under sina liv har bytt social tillhörighet. Denna företeelse har fått beteckningen klassresa och betraktas av många som något positivt och önskvärt, eftersom den innebär att allt fler människor får möjlighet att delta i samhällslivet och demokratin på lika villkor.